# Biserica Reformată
Biserica Reformată, cunoscută și sub denumirea de Biserică Reformat-Calvină, este o biserică creștină creată în urma Reformei protestante. Doctrina Bisericii Reformate se bazează pe interpretările scrierilor din Noul Testament enunțate  de Huldrych Zwingli și Jean Calvin. Dar fiindcă cei doi fondatori au activat în Elveția (Zwingli la Zürich, iar Calvin la Geneva), denumirea latină a învățăturii propagate de ei este Confessio Helvetica („confesiunea elvețiană”), spre deosebire de Confessio Augustana („confesiunea de la Augsburg”), adică cea răspândită de Martin Luther.

## Istorie
Mișcarea reformată a început în Elveția în secolul al XVI-lea cu activitatea lui Huldrych Zwingli. În 1529, din cauza divergențelor teologice despre comuniune, predestinare, biserică și sacramente, Biserica Reformată a fost separată de Biserica Luterană. În anii 1530-1540 Jean Calvin a devenit liderul bisericii din Geneva. Susținătorii lui Luther și apropiații acestuia, Zwingli și Melanchthon, erau numiți luterani (care susțineau că sunt evangheliști), iar susținătorii lui Calvin au fost numiți calviniști sau reformatori. Treptat, reformatorii s-au răspândit în întreaga Europă. 
Potrivit tratatului de pace Westfalică din 1648, Biserica Reformată a obținut recunoașterea oficială.

## Listă de biserici membre
- Biserica Reformată din România cu 802.454 de membri la recensământul din 2002.[1]
- Biserica Reformată din Ungaria cu 2,5 milioane de membri.
- Biserica Protestantă Unită a Franței (în franceză Église protestante unie de France) cu peste 	400.000 de membri, fiind succesoarea Hughenoților.[2]
- Biserica Țărilor de Jos cu 2,3 de milioane de membri la recensământul din 2009.
- Biserica Protestantă Unită a Belgiei cu 45.000 de membri.
- Biserica Scoției cu 1,7 milioane de membri.[3]
- Biserica Reformată Elvețiană cu 2.416.973 de membri.
- Biserica Creștină Reformată a Slovaciei cu 110.000 de membri.
- Biserica Reformată din Transcarpatia cu 140.000 de membri.

## Răspândire
Reformații, numiți și hughenoți sau calviniști, s-au extins în întreaga lume. Ei sunt majoritari în Scoția, Olanda, nordul Germaniei, Elveția, Ungaria etc. Majoritatea coloniștilor de pe coasta atlantică americană erau reformați, mai ales în New York și Noua Scoție. Confesiunea reformată s-a răspândit prin intermediul coloniilor și pe continentul african, fiind majoritară în Africa de Sud, Camerun, Sierra Leone și în comunitățile afro-americane din SUA.

## Idei privind religia
Calvinismul respinge dogma prezenței reale a "trupului și sângelui Domnului" în împărtășanie, invocarea sfinților, instituția episcopatului, închinarea și slujirea la chip cioplit, icoane și statui, și susține nepracticarea semnului crucii, care ar fi o batjocură pentru Dumnezeu, neîmbogățirea clerului (cu toate că în anul 2023, în România, o înmormantare costă 1500 lei - taxă percepută de preot) etc. Predicatorii sunt aleși de către credincioși și fiecare din bisericile calviniste este condusă spiritual de un consiliu ales. Calvin crede într-o predestinare absolută a aleșilor și celor condamnați la „judecata de apoi”.
Cocoșul de pe turnurile bisericilor reformate amintește scena biblică în care Sf. Petru s-a lepădat de Isus de 3 ori, pȃnă la primul cȃntat al cocoșului. Acest fapt a devenit ulterior simbol al pocăinței și al învierii.

## Galerie de imagini

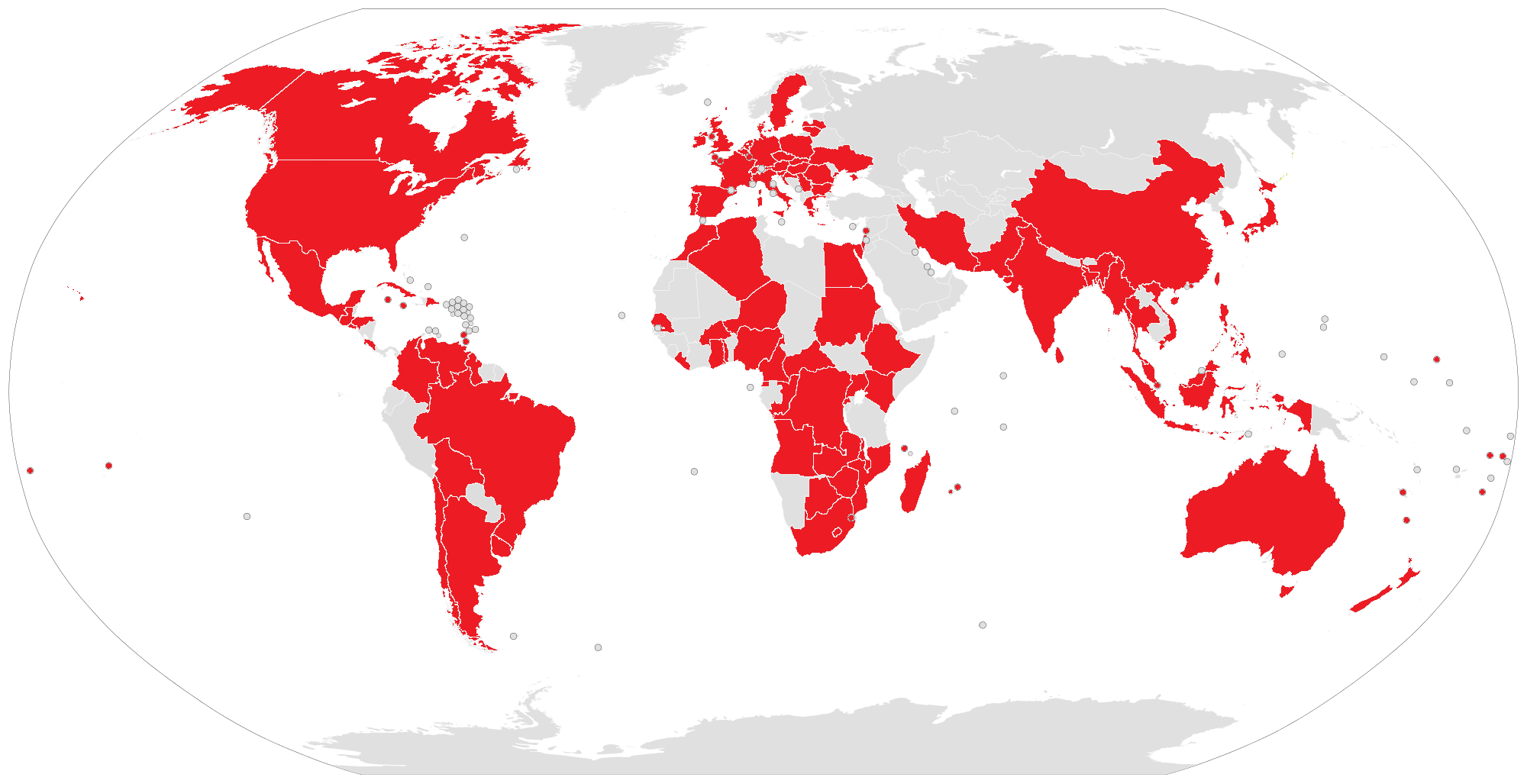
Țările în roșu au cel puțin o biserică membră a Uniunii Bisericilor Reformate